# Rokycanův sbor
Rokycanův sbor je funkcionalistická budova v Jiráskově ulici čp. 481 v Rokycanech. Dům je od roku 1994 chráněn jako kulturní památka.

## Evangelický sbor
Evangelický sbor zahájil svoji činnost v době přestupkového hnutí před první světovou válkou, hnutí zesílilo v době po vzniku Československa v roce 1918. Bohoslužby se konaly od roku 1912, v roce 1914 byla v Rokycanech formálně ustavena kazatelská stanice pražského reformovaného sboru, později rokycanská stanice přináležela ke sboru Plzeň-západ. Samostatný farní sbor byl v Rokycanech ustaven v roce 1923. Dnes patří sbor k Českobratrské církvi evangelické.

## Architektura stavby
Budova sboru je řadová cihlová budova v Jiráskově ulici s čp. 481 umístěná mezi budovou bývalé spořitelny (dnes Komerční banka) a mateřskou školou. Dům byl postaven v letech 1932–1934. Funkcionalistickou modlitebnu včetně fary v patře budovy navrhl architekt Bohumil Chvojka z Plzně (původní nerealizovaný návrh z roku 1929 byl od architekta Františka Alberta Libry). Stavební práce prováděla rokycanská firma Václava Berana, který byl členem sboru. Slavnostně byla budova otevřena byla 24. října 1934. Na konci druhé světové války 14. dubna 1945 byla budova poškozena bombardováním, po válce byla budova opravena.
Hlavní průčelí je orientováno severně do Jiráskovy ulice.
V budově nepravidelného obdélného půdorysu je rozlehlá sborová místnost pro bohoslužby a shromažďování členů sboru, dva byty, tři kanceláře a v suterénu sklepy a prádelna. Vchod do budovy je dvoukřídlými dveřmi, za kterými vede schodiště s vysokým schodišťovým oknem do bytu v prvním patře (dva pokoje do ulice, další pokoj, kuchyň a příslušenství do dvora) a kancelářím. Hranolová hmota schodiště je završena reliéfem s kalichem.
Po vnějším schodišti krytém dvěma sloupy z umělého kamene se vstupuje dveřmi do přízemí sborové místnosti, v patře po schodišti je přístup na její galerii. Čtyřmi vysokými úzkými okny vedoucími na ulici a střešním světlíkem proniká do místnosti dostatek světla. Pod vysokými okny je na fasádě reliéfní nápis Rokycanův sbor. V přízemí za vchodem jsou umístěny šatny.
Všechna okna a dveře jsou dřevěná. Střecha nad sborovou místností je plochá se světlíkem, obytná část střechu valbovou s dřevěným krovem; střešní krytina je z eternitových šablon.
Ve zvýšeném přízemí do ulice vlevo od vstupních dveří je kancelář, na jižní straně do dvora je druhý malý byt a další kancelář.
Ve dvorní části bylo později přistaveno křídlo s menší shromažďovací místností.

## Památková hodnota

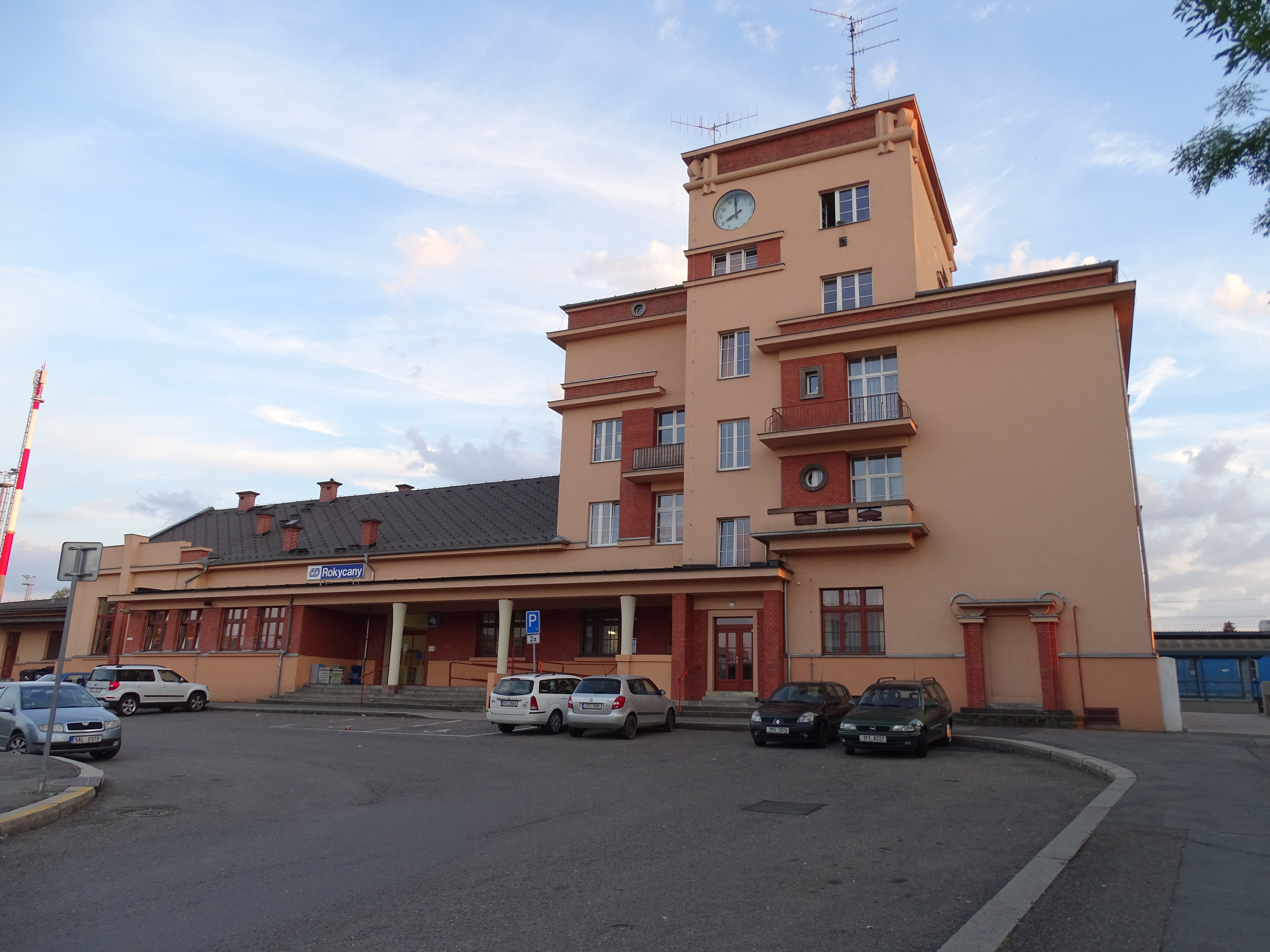
Budova železničního nádraží

Rokycanův sbor, budovy železniční stanice (projekt Ředitelství státních drah v Plzni) a spořitelny (architekt F. A. Libra) tvoří soubor funkcionalistické architektury v Jiráskově ulici v Rokycanech.